# Кацуя Окада
Кацуя Окада (яп. 冈田 克 也; нар. 14 липня 1953, Йоккаїті, Префектура Міє — японський політичний та державний діяч. Член Палати представників Японії, колишній голова і нинішній генеральний секретар Демократичної партії Японії. З 16 вересня 2009 року міністр закордонних справ Японії, в кабінеті Хатоями. Віце-прем'єр-міністр уряду Японії з січня (2012).

## Біографія
Народився 14 липня 1953 року в сім'ї Такуї Окади, який був засновником японського гіганта роздрібної торгівлі AEON Group. Його старший брат, Мото Окада, голова і головний адміністратор AEON Group. У нього є молодший брат і зведена сестра. Уродженець міста Йоккаїті в префектурі Міє, Окада закінчив Токійський університет зі ступенем в праві, і вступив на службу до міністерства зовнішньої торгівлі і промисловості Японії. Він також проходив навчання в Центрі Weatherhead міжнародних справ в Гарвардському університеті

## Політична діяльність
Кацуя Окада балотувався в Палату Представників від префектури Міе на загальних виборах 1990 року від Ліберально-демократичної партії і пізніше приєднався до фракції Такесіта в ЛДПЯ. Згодом він покинув фракцію слідом за її лідерами Цутому Хатою та Ітіро Одзавою, щоб приєднатися до партії Відродження Японії в 1993 році. Через ряд розколів і об'єднань, Окада тоді став членом Сінсінто, партії Сонця, і Мінсейто, нарешті увійшов в ДПЯ після її об'єднання з Мінсейто в 1998 році.
Окада очолив ДПЯ 18 травня 2004 року, і привів ДПЯ до однієї з її найбільших виборчих перемог в історії виборів в Палату Радників у 2004 році. Але, йому довелося залишити посаду голови Демократичної партії Японії, після поразки його партії на загальних виборах у вересні 2005 року..
Після успіху Демократичної партії Японії на загальних виборах 2009 року, лідер Юкіо Хатояма обрав Окада, щоб призначити його міністром закордонних справ. Про Окада відомо, що він завзятий колекціонер сувенірів із зображенням жаб, які прикрашають його кабінет.
16 вересня 2010 року міністр закордонних справ Японії Кацуя Окада вирішив піти у відставку з метою зайняти пост генерального секретаря Демократичної партії країни..
З 13 січня 2012 — затверджений Віце-прем'єром уряду Японії, відповідальним за проведення податкової реформи та соціальної сфери..